# 新喀里多尼亞堡礁
新喀里多尼亞堡礁（英語：New Caledonian barrier reef）是位於南太平洋新喀里多尼亞的一個堡礁，是世界上最長的連續堡礁，也是繼澳大利亞大堡礁和中美洲大堡礁之後的第三大堡礁。
新喀里多尼亞堡礁環繞新喀里多尼亞最大的島嶼格朗德特爾島以及松树岛和幾個較小的島嶼，長度達1,500（930英里）。 珊瑚礁圍成一個面積達24,000平方（9,300平方英里）的潟湖，平均深度為 25（82英尺）。 這些珊瑚礁距海岸最遠30（19英里），但延伸至西北部的昂特勒卡斯托珊瑚礁近200（120英里）。這個向西北延伸的區域包圍了贝莱普群岛和其他沙洲。幾條自然通道通向大海。通往新喀里多尼亞首都和主要港口努美阿的布拉里通道以阿梅代燈塔為標誌。
2008年，堡礁及其周圍的潟湖因其卓越的美麗、完全包圍大地的珊瑚礁的獨特地理位置以及非凡的海洋多樣性（特別是珊瑚多樣性）而被列入聯合國教科文組織世界遺產名錄。

## 生態
新喀里多尼亞的珊瑚礁系統被認為是世界上第二大的珊瑚礁系統，僅次於澳大利亞大堡礁，這是世界上最長的連續堡礁，長度為1,600公里，其潟湖是世界上面積最大的24,000平方公里。該生態系統與斐濟一樣，擁有世界上最多樣化的珊瑚礁結構集中地，根據全球分類系統，有146 種類型，它們在珊瑚和魚類多樣性方面等於甚至超過了更大的大堡礁。 
該珊瑚礁具有豐富的物種多樣性和高度的特有性。 珊瑚礁中總共觀察到了2328種魚類，屬於248科。 此外，該珊瑚礁還是地球上第三大瀕危儒艮（Dugong dugon）種群的家園，也是綠海龜（Chelonia mydas）的重要築巢地 。
新喀里多尼亞的潟湖中還有許多其他海洋物種，包括2000多種軟體動物 和數量眾多的大翅鲸 (Humpback whale)。

## 環境威脅
人們普遍認為大多數珊瑚礁的健康狀況良好。東部的一些珊瑚礁受到格朗德特爾鎳礦開採產生的廢水的破壞。採礦、農業和放牧造成的沉積物影響了河口附近的珊瑚礁，而有助於保持沉積物的紅樹林遭到破壞使情況更加惡化。一些珊瑚礁被埋在幾公尺深的淤泥下。 2008 年，一項對西北部近海珊瑚礁的評估得出結論，如果目前與開採沉積物和淤泥徑流有關的趨勢繼續下去，許多珊瑚礁將在數年內死亡，最多不過數十年。
2002 年 1 月，法國政府建議將新喀裡多尼亞的珊瑚礁列為聯合國教科文組織的世界遗产。教科文組織將新喀裡多尼亞堡礁列入《世界遺產名錄》，命名為"新喀裡多尼亞潟湖"： 2008 年7 月7 日，教科文組織以《新喀裡多尼亞潟湖：珊瑚礁多樣性及相關生態系統》為名將新喀裡多尼亞堡礁列入世界遺產名錄。
新喀裡多尼亞有 13 個地方管理委員會，由旅遊業者、漁民、政治家和當地部落酋長組成，他們與社區合作監測潟湖的健康狀況。

## 人類使用
觀賞娛樂性的潛水活動水肺潛水很常見，潟湖和珊瑚礁周圍有多個潛水觀光點。這些潛水觀光點包括普羅尼針（Prony needle）、鯊魚坑（Shark Pit）和大教堂（Cathedral）。

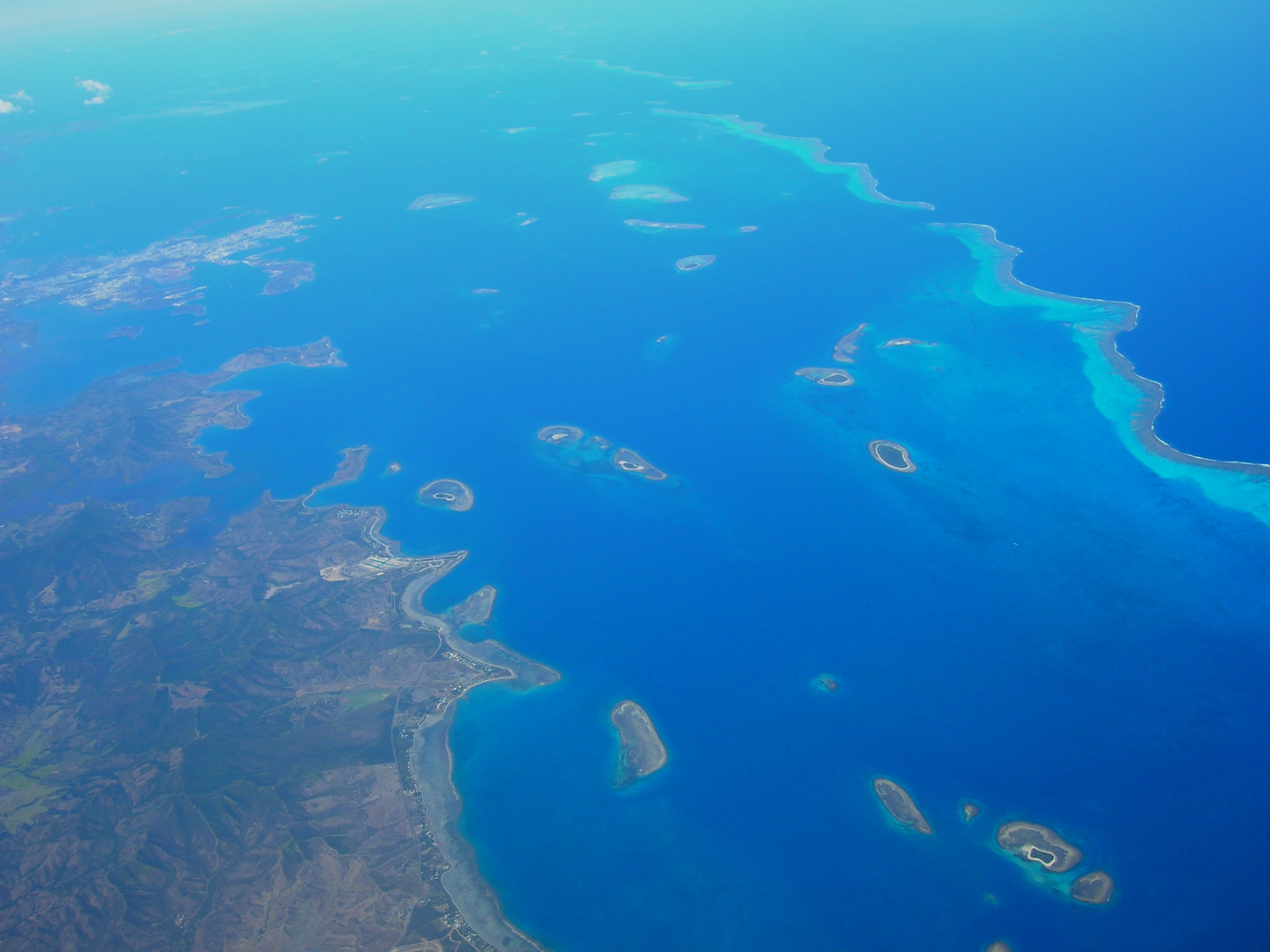
位於努美阿西北部丹贝阿（Dumbéa）和帕伊塔（Païta）附近的這部分潟湖未被列入聯合國教科文組織世界遺產名錄。
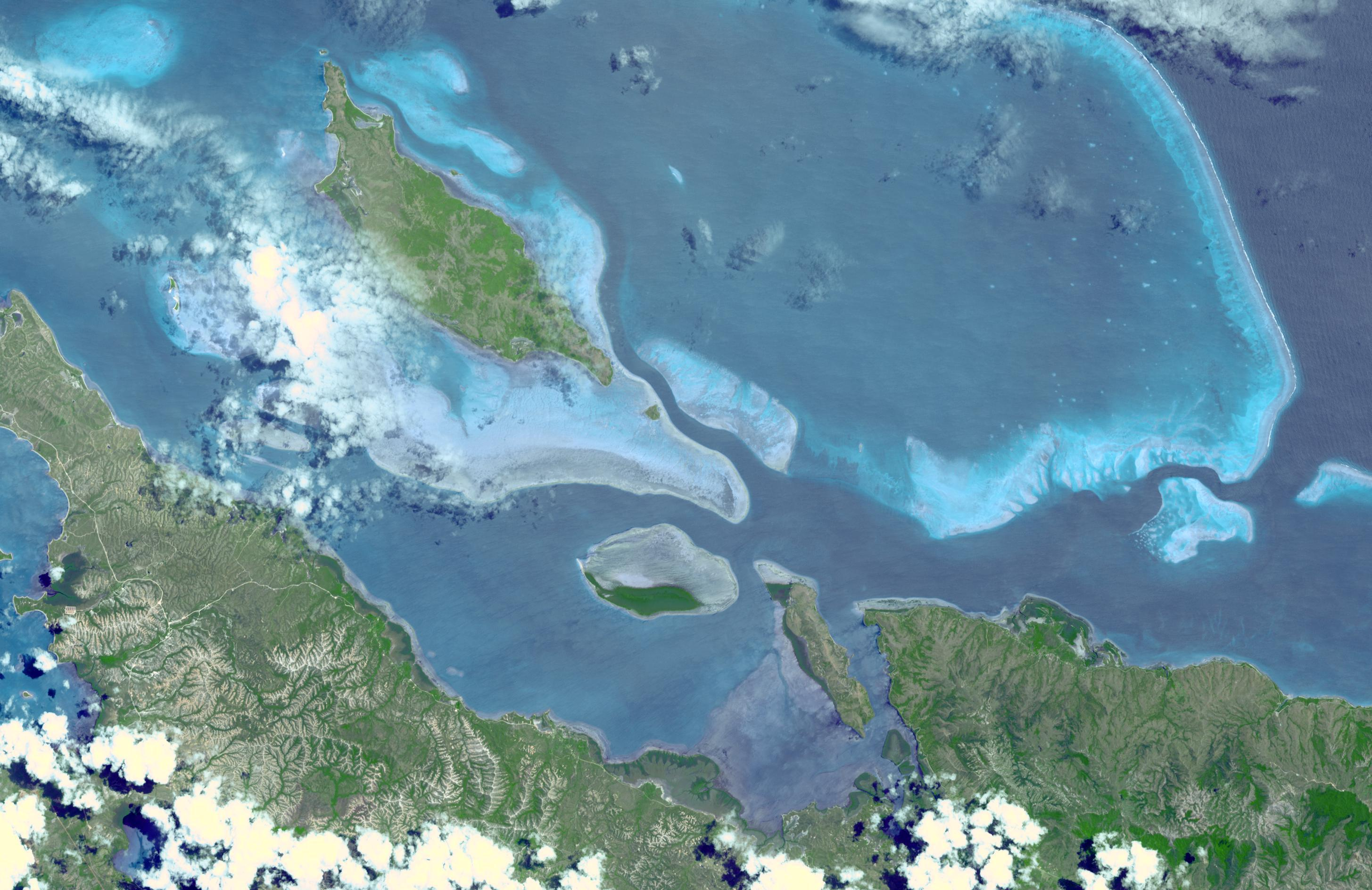
衛星ASTER（衛星遙感）潟湖影像

## 外部鏈接
- （英文）New Caledonia Barrier Reef (World Wildlife Fund)
- （英文）New Caledonia reefs (French Coral Reef Society)
- （英文）Biodiversity and Nickel Mining in Kanaky/New Caledonia (Mines and Communities Website)